# Three Scraps of Paper
Three Scraps of Paper è un cortometraggio muto del 1913. Il nome del regista non viene riportato nei credit.

## Produzione
Il film fu prodotto dalla Essanay Film Manufacturing Company.

## Distribuzione
Distribuito dalla General Film Company, il film - un cortometraggio di una bobina - uscì nelle sale cinematografiche USA il 14 ottobre 1913. Viene citato in Moving Picture World dell'11 ottobre 1913.